# بخش برندسن
بخش برندسن پارتیدو) (به اسپانیایی: Partido de Brandsen) یک منطقهٔ مسکونی در آرژانتین است که در استان بوئنوس آیرس واقع شده‌است. بخش برندسن پارتیدو) ۱٬۱۲۶ کیلومتر مربع مساحت و ۲۲٬۵۱۵ نفر جمعیت دارد.